# Perry Ellis (baloncestista)
Perry Michael Ellis (Wichita, Kansas, 14 de septiembre de 1993) es un baloncestista estadounidense que pertenece a la plantilla del Fukui Blowinds de la B.League nipona. Con 2,03 metros de estatura, juega en la posición de ala-pívot.

## Trayectoria deportiva

### Universidad
Jugó  cuatro temporadas con los Jayhawks de la Universidad de Kansas, en las que promedió 12,5 puntos, 5,8 rebotes y 1,0 asistencias por partido. Fue incluido en sus dos últimas temporadas en el mejor quinteto de la Big 12 Conference, siendo en ambas el máximo anotador de su equipo. Asimismo, fue también incluido en el segundo quinteto All-American consencuado.

### Profesional
Tras no ser elegido en el Draft de la NBA de 2016, se unió a los Dallas Mavericks para disputar las Ligas de Verano. El 23 de septiembre fichó por los Charlotte Hornets, pero fue despedido un mes después tras participar en un único partido de pretemporada.
El 31 de octubre fue adquirido por los Greensboro Swarm como jugador afiliado de los Hornets.